# Axel Vilhelm Ehrengranat
Axel Vilhelm Ehrengranat, född 25 februari 1786, död 4 mars 1861 på Sandgärdet i Tunhems socken, var en svensk militär och tecknare.
Han var son till överste Carl Adam Ehrengranat och Maria Aurora Uggla samt från 1815 gift med Charlotta Sofia Krull. Ehrengranat blev fänrik vid Västgöta-Dals regemente 1806 och deltog i fälttågen i Pommern och Åland, vid fälttåget mot Norge utnämndes han till överste och blev regementschef. Som tecknare är han representerad med två landskapsteckningar vid Nationalmuseum och Vänersborgs museum.